# Menace II Society
Menace II Society (englisch für: Gefahr für die Gesellschaft) (Alternativtitel: Die Straßenkämpfer) ist ein US-amerikanischer Kinofilm aus dem Jahr 1993. Regie führten die damals gerade erst 21-jährigen Zwillingsbrüder Allen und Albert Hughes. In der Hauptrolle ist Tyrin Turner zu sehen. Der Film ist einer der ersten, die über den schockierenden Alltag in den amerikanischen Ghettos berichten.

## Handlung
Caine, ein verwaister Teenager, wächst im Problem-Distrikt Watts in Los Angeles auf. Schon seit frühester Kindheit wird er mit Gewalt und Drogen konfrontiert. Sein Vater, ein drogensüchtiger Zuhälter, der beim Pokerspielen einen Mitspieler erschossen hat, ist tot, ebenso seine Mutter. Seitdem wohnt Caine bei seinen stark religiösen Großeltern, glaubt selbst aber weder an Gott noch an sonst einen tieferen Lebensinhalt. Der Großvater versucht Einfluss auf ihn zu nehmen, allerdings vergeblich. Sein bester Freund ist O-Dog, ein leicht reizbarer, aggressiver Tunichtgut, der meistens bewaffnet und auf Drogen ist. 
Als Caine mit O-Dog einen Spirituosenladen betritt, werden sie von dessen Besitzern, einem koreanischen Ehepaar, misstrauisch beäugt und wegen ihres Verhaltens mehrmals angemahnt. Die Situation eskaliert schließlich und O-Dog erschießt die beiden und raubt die Kasse aus. Dabei nimmt er auch das Video der Überwachungskamera mit, das den Doppelmord zeigt. Caine ist schockiert über den Vorfall, hält jedoch weiterhin zu seinem Freund.
Mit diesem Ereignis beginnt Caines Karriere als Verbrecher. Im Laufe des Films ist er an weiteren Morden beteiligt, dealt mit Drogen und stiehlt Autos. Der Film schildert im weiteren Verlauf den Alltag Caines und seiner Clique. Die Freunde sind meistens high, aggressiv, sind sexistisch gegenüber Frauen und handeln vollkommen verantwortungslos. Ermahnungen durch gesetzestreue Bekannte oder Verwandte werden nicht zur Kenntnis genommen. Gleichzeitig geraten Caine und seine Freunde nicht nur immer wieder ins Visier korrupter Polizisten, die sie brutal misshandeln, sondern auch in das von Fahndern, die sie wegen des Mordes an dem koreanischen Ehepaar verhören, ihn und O-Dog jedoch aus Mangel an Beweisen gehen lassen müssen.
Caines einziger Lichtblick im Leben ist die freundschaftliche Beziehung zu der älteren Ronnie, um deren Sohn Anthony er sich kümmert. Aufgrund seines freundschaftlichen Verhältnisses zu Ronnies Ex-Freund Pernell, der nach dem Tod von Caines Eltern so etwas wie ein Ziehvater für ihn war, erwidert Caine Ronnies Gefühle für ihn nicht. Erst nachdem Pernell ihm die Erlaubnis dazu gibt, erlaubt sich Caine, Ronnie seine Liebe zu gestehen. Gemeinsam beschließen sie, die Gegend zu verlassen und fortan zusammen zu leben. 
Inzwischen behauptet jedoch ein anderes Mädchen, das mit Caine ihr erstes Mal hatte, von diesem schwanger zu sein, was dieser rigoros bestreitet. Als der Cousin des Mädchens von ihm einfordert, sich seiner Verantwortung für die mutmaßliche Vaterschaft zu stellen, schlägt er den Cousin zusammen. Der Großvater fordert Caine auf, das Haus noch am selben Abend zu verlassen. In der Zwischenzeit prahlt O-Dog vor immer mehr Leuten mit seinen Verbrechen und führt Freunden das Überwachungsvideo vor, trotz Caines Aufforderung, die Beweise zu vernichten. Dies führt schließlich dazu, dass einer ihrer gemeinsamen Freunde, Chauncey, die beiden an die Polizei ausliefern will, aus Rache an einer Demütigung, die ihm Caine aufgrund sexueller Avancen an Ronnie vor allen anderen zugefügt hat. 
Als Caine und Ronnie schließlich zusammen mit Freunden vor Ronnies Haus für den Umzug packen, fährt der Cousin des schwangeren Mädchens mit maskierten Freunden in einem Wagen vor und eröffnet das Feuer. Sharif, ein Freund Caines, ist auf der Stelle tot. Caine selbst wird mehrfach getroffen als er sich schützend über Anthony wirft und verblutet in den Armen eines Freundes. Kurz vor seinem Tod erinnert er sich an die Worte seines Großvaters, der ihn einst fragte, ob er lieber leben oder sterben wolle. Seine Antwort von damals, es sei ihm egal, bereue er nun. 

## Kritiken
Nach filmszene.de ist Menace II Society „der bis dato realistischste, schonungsloseste und wohl auch beste Ghetto-Film.“ Dies verdanke er „zum einen dem unglaublichen Talent seiner beiden blutjungen Regisseure, zum anderen dem Einsatz der leidenschaftlich arbeitenden Darsteller.“

## Auszeichnungen
1993 wurde Menace II Society für die Director's Fortnight bei den Cannes Film Festival auserwählt, des Weiteren gewann Menace II Society vor Filmen wie Jurassic Park oder Auf der Flucht bei den MTV Movie Awards 1994 den Preis für den besten Film.

## Synchronisation
An der deutschen Synchronisation waren unter anderem folgende Synchronsprecher beteiligt:
| Rolle                  | Schauspieler       | Synchronsprecher  |
| ---------------------- | ------------------ | ----------------- |
| Caine 'Kaydee' Lawson  | Tyrin Turner       | Andreas Fröhlich  |
| Kevin 'O-Dog' Anderson | Larenz Tate        | Simon Jäger       |
| A-Wax                  | MC Eiht            | Thomas Petruo     |
| Sharif                 | Vonte Sweet        | Oliver Rohrbeck   |
| Mr. Butler             | Charles S. Dutton  | Helmut Krauss     |
| Ilena                  | Erin Leshawn Wiley | Ulrike Möckel     |
| Pernell                | Glenn Plummer      | Torsten Michaelis |
| Doc                    | Pooh-Man           | Leon Boden        |
| Ronnie                 | Jada Pinkett Smith | Melanie Pukaß     |
| Tat Lawson             | Samuel L. Jackson  | Tilo Schmitz      |
| Caines Großmutter      | Marilyn Coleman    | Gisela Fritsch    |

## Weiteres
Für die Rolle des Sharif war eigentlich Tupac Shakur vorgesehen, aber nach einer körperlichen Auseinandersetzung zwischen Allen Hughes und Tupac wurde er für die Rolle gestrichen. 1994 wurde Tupac wegen Körperverletzung und Beleidigung an Allen Hughes zu 15 Tagen Haft verurteilt.

Da die Hauptfigur Kevin "O-Dog" Anderson die Hose, 874 der Firma Dickies im Film trägt und die Hose in der Jugendkultur an großem Interesse gewinnt, bekommt sie von der Firma den Beinamen "O-Dog"-Pants.
Samuel L. Jackson hat einen kurzen Auftritt als Caines Vater, und Jada Pinkett Smith ist hier in ihrem Filmdebüt zu sehen.
Menace II Society spielt im Jordan Downs Housing Project in der Grape Street in Watts.
Am Anfang wird Bezug auf den Watts-Aufruhr genommen.